# Безденежные (Котельничский район)
Безденежные — деревня в Котельничском районе Кировской области России. Входит в состав Вишкильского сельского поселения.

## География
Расположена на реке Вишкиль, примерно в 3 км к юго-западу от села Вишкиль.

## Население
| 2010 |
| ---- |
| 1    |

## Инфраструктура
Личное подсобное хозяйство с зоной сельскохозяйственного использования, индивидуальная застройка усадебного типа.

## Транспорт
Деревня доступна автотранспортом по  федеральной автотрассе «Вятка». 